# Turia (Ukraina)
Turia – wieś na Ukrainie, w obwodzie wołyńskim, w rejonie kowelskim. W 2024 roku liczyła 91 mieszkańców.
W 1906 r. była częścią gminy Werba, w powiecie Włodzimiersko-Wołyńskim, w guberni wołyńskiej.
Do 2020 w rejonie turzyskim.